# Конрад III фон Щраленберг
Конрад III фон Щраленберг (на немски: Konrad III von Stralenberg; † 1301, 1283 – 1296) е благородник от род Щраленберг, е щатхалтер на град Шрисхайм и господар на Валдек. Резиденцията му е замъка Щраленбург в Шрисхайм, северно от Хайделберг в Баден-Вюртемберг.

## Произход, управление и наследство
Той е син на Конрад II фон Щраленберг († 1284), щатхалтер на Шрисхайм, строител на замък Валдек, и съпругата му Агнес фон Шауенбург († сл. 1301). Внук е на Конрад I фон Щраленберг, господар на Хирцберг († сл. 1240), който построява замък Щраленбург и основава през 1235 г. град Шрисхайм. Племенник е на Еберхард фон Щраленберг, епископ на Вормс (1291 – 1293).
Конрад III получава от чичо си Еберхард фон Щраленберг, епископа на Вормс, теротории и създава господството Валдек в Оденвалд.
През 1329 г. замъкът Щраленбург и градът Шрисхайм са заложени от синът му Ренварт на Хартмут фон Кронберг и през 1347 г. те са купени от курфюрст Рупрехт I от Пфалц, който през 1357 г. купува от внукът му Зифрид фон Щраленберг и господството Валдек.

## Фамилия
Конрад III фон Щраленберг се жени за София фон Флехинген († сл. 1309). Те имат шест деца:
- Еберхард фон Щраленберг († сл. 1293)
- Ренварт фон Щраленберг II (* 1301; † 1347, 1355), господар на Валдек, женен I. за Маргарета фон Рункел-Вестербург, II. за Катарина фон Хоенхуз († пр. 1355)
- Конрад IV фон Щраленберг (* 1303; † сл. 1309), господар на Валдек
- Теобалд фон Щраленберг (* 1309; † сл. 1325), домхер в Шпайер
- Елизабет фон Щраленберг († 5 февруари 1338), омъжена за Хартман фон Кронберг († 24 септември 1372), син на Хартмут IV фон Кронберг († сл. 1300)
- Агнес фон Щраленберг († сл. 1329), омъжена за Йохан фон Франкенщайн.